# Ardipithecus
Ardipithecus is een zeer vroeg geslacht van de uitgestorven geslachtengroep Hominini, waar de mens toe behoort. De tanden lijken wat op die van Australopithecus. Ardipithecus leefde 4,4 miljoen jaar geleden in het Vroeg-Plioceen.
Er zijn twee soorten beschreven: Ardipithecus ramidus en Ardipithecus kadabba. De laatste was aanvankelijk beschreven als ondersoort van Ardipithecus ramidus maar wordt op basis van tanden die gevonden zijn in Ethiopië nu beschouwd als een aparte soort. De hoektanden zijn primitiever dan die van de latere mensachtigen. Mogelijk was Ardipithecus kadabba nauwer verwant aan de huidige chimpansees dan aan de mens.
Op basis van de afmetingen van de botten gaat men ervan uit dat de Ardipithecus-soorten dezelfde afmetingen hebben als de huidige chimpansee. De teenstructuur van Ardipithecus ramidus suggereert dat deze soort rechtop liep wat in strijd is met huidige theorieën over het ontstaan van de rechtoplopende mensachtigen. De oorspronkelijke beschrijvers namen aan dat Ardipithecus leefde in schaduwrijke bossen in plaats van op een savanne waar het harder lopen, dat een gevolg is van het bipedalisme, een voordeel was. Een studie uit 2010 betwist dit vermeende leefgebied: Ardipithecus ramidus zou op grasland met een beperkt aantal bomen hebben rondgelopen, dus wel degelijk een savanne. Er is meer onderzoek nodig om een van de hypothesen te verwerpen. Er is eveneens discussie over de plaatsing van het geslacht binnen de menselijke voorouders: volgens onderzoek uit 2010 zou Ardipithecus ramidus geleefd hebben nog voor er sprake was van een onderscheid tussen mensen en de Afrikaanse mensapen en dat de anatomie van het dier onvoldoende bewijs bevat om het toe te wijzen aan de menselijke tak.

## Taxonomie
- Geslacht: Ardipithecus †
  - Soort: (Ardipithecus kadabba) †
  -  Soort: (Ardipithecus ramidus) †

| Voorlopers en oude verwanten van de mens | Voorlopers en oude verwanten van de mens | Voorlopers en oude verwanten van de mens |
| Fossiel voorkomen                        | Geslacht                                 | Soorten |
| ---------------------------------------- | ---------------------------------------- | --- |
| 7 - 4,4 Ma                               | Sahelanthropus                           | Sahelanthropus tchadensis |
| 7 - 4,4 Ma                               | Orrorin                                  | Orrorin tugenensis |
| 7 - 4,4 Ma                               | Ardipithecus                             | Ardipithecus ramidus · Ardipithecus kadabba |
| 4,3 - 2 Ma                               | Australopithecus                         | A. anamensis · A. afarensis · A. bahrelghazali · A. africanus · A. garhi · A. sediba |
| 3,5 Ma                                   | Kenyanthropus                            | Kenyanthropus platyops |
| 2,5 - 1 Ma                               | Paranthropus                             | P. aethiopicus · P. boisei · P. robustus |
| tot heden                                | Homo                                     | H. antecessor · H. cepranensis · H. denisova · Homo erectus (Javamens · Pekingmens) · H. ergaster · H. floresiensis · H. gautengensis · H. georgicus · H. habilis · H. heidelbergensis · H. helmei · H. neanderthalensis · H. rhodesiensis · H. rudolfensis · Homo sapiens (H. s. idaltu · Cro-magnonmens · Red Deer Cave-mensen) |